# Сексард
Сексард (венг. Szekszárd [ˈsɛksaːrd] прослушатьо файле, нем. Sechshard/Sechsard, хорв. Seksar) — город в Венгрии, центр медье Тольна. Население — 33 720 человека (2011). Сексард — самый маленький административный центр в Венгрии по численности населения.

## Население
| 2013   | 2014    | 2021    | 2022    | 2023    | 2024    |
| ------ | ------- | ------- | ------- | ------- | ------- |
| 33 599 | ↘33 373 | ↘30 963 | ↘29 889 | ↗30 057 | ↘29 707 |

## Города-побратимы
- Безон, Франция (1967)[8]
- Бечей, Сербия (1975)[9]
- Битигхайм-Биссинген, Германия (1989)[10]
- Варегем, Бельгия (1993)[11]
- Лугож, Румыния (28 мая 1993)[12][13]
- Равенна, Италия (1996)[14]
- Торнио, Финляндия (1986)[15]
- Фэджет, Румыния (1998)[16]

## Галерея

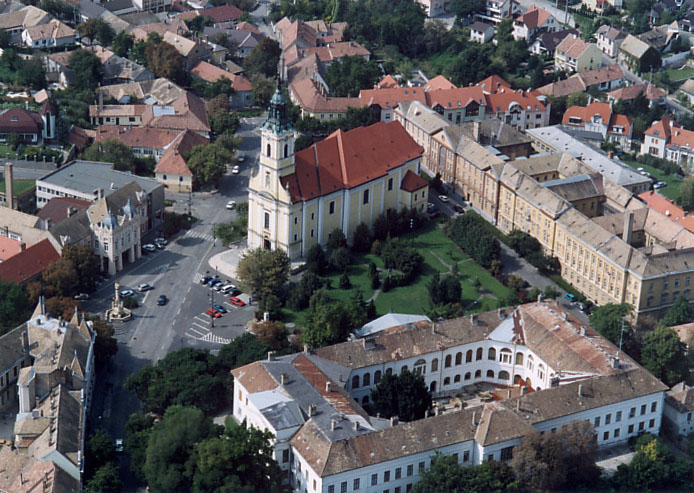
Вид Сексарда

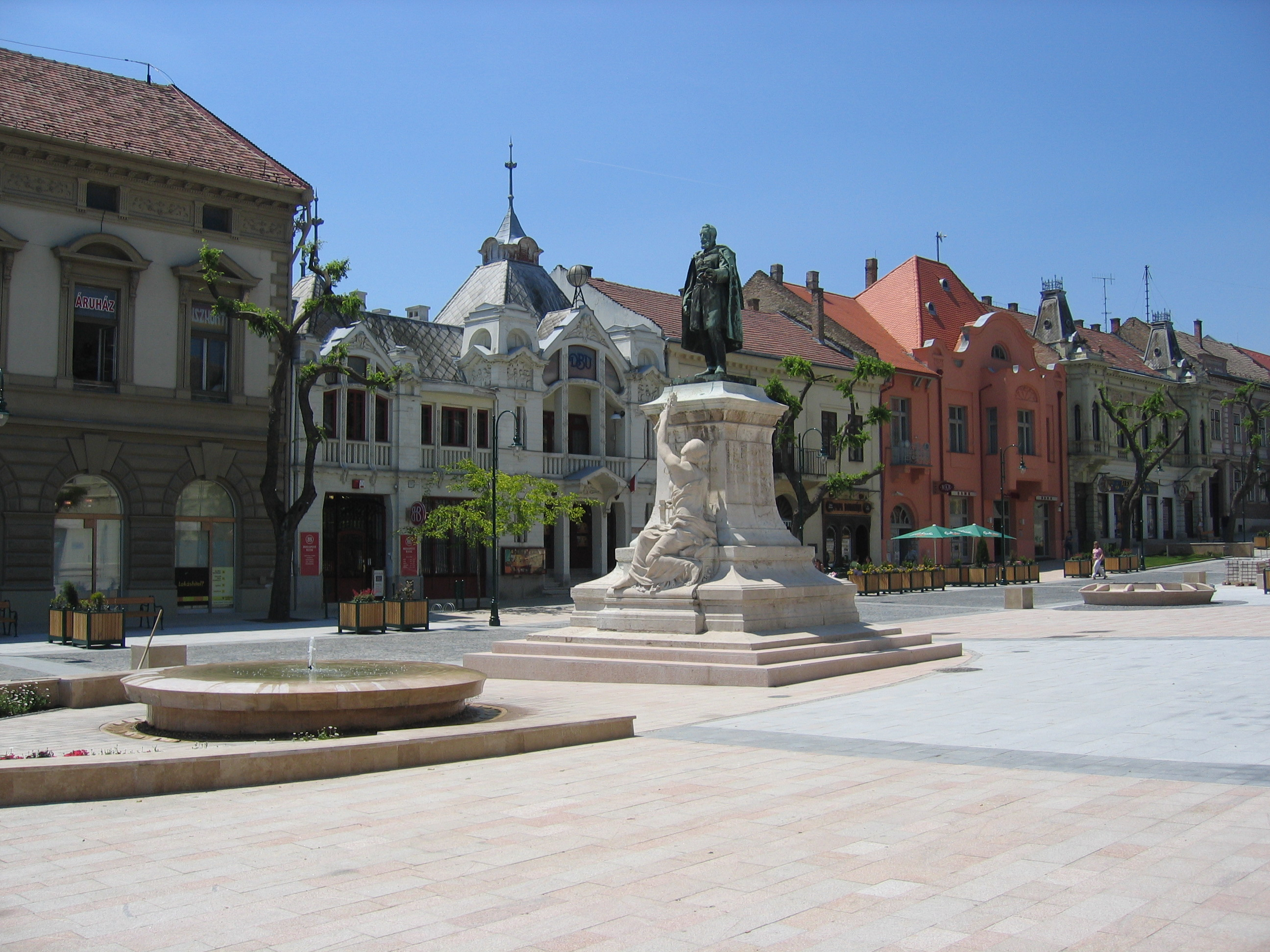
Центральная площадь
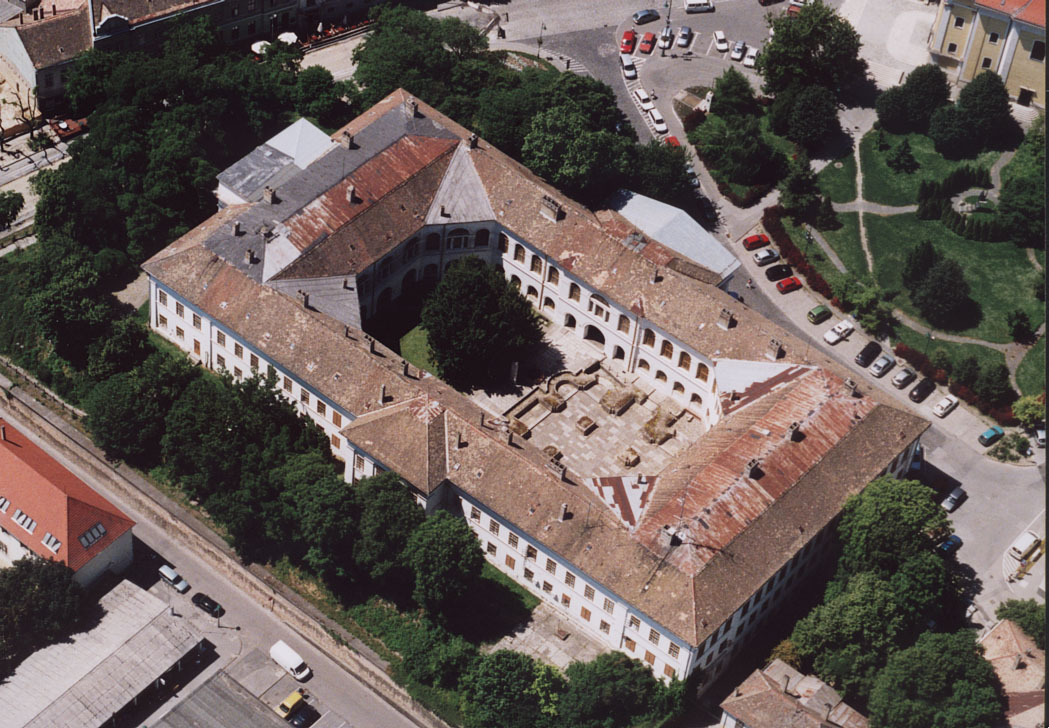
Бывшее здание аббатства
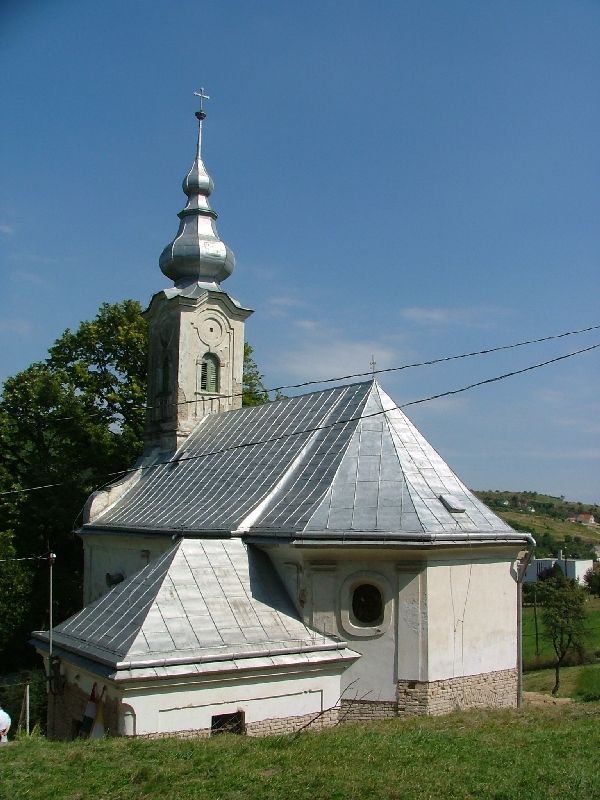
Часовня отшельников
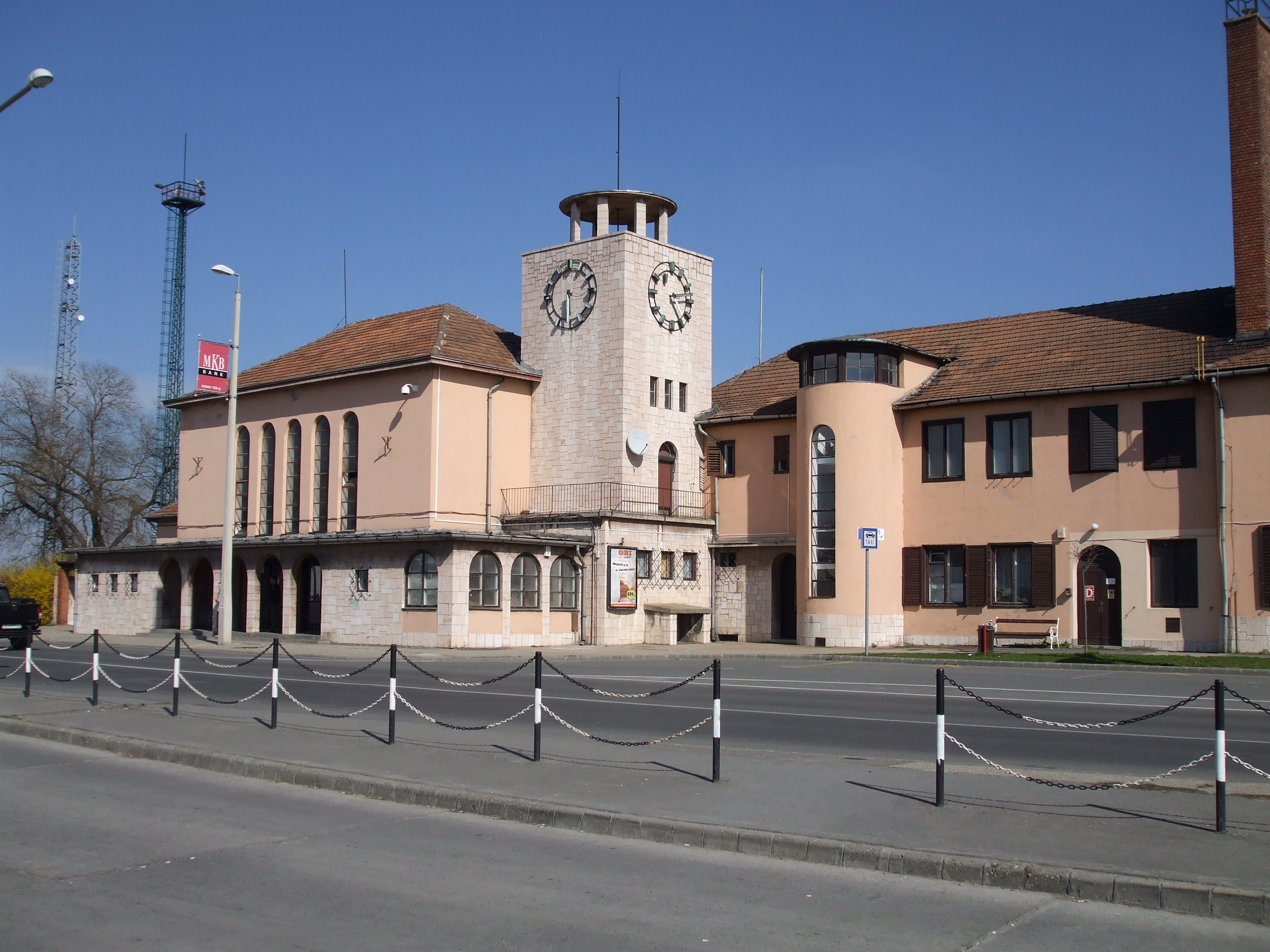
Вокзал